# Parco nazionale Richtersveld
Il parco nazionale Richtersveld è un parco nazionale della Repubblica Sudafricana.

## Storia
Il parco del Richtersveld fu istituito nel 1991 dopo un lungo braccio di ferro tra il Governo sudafricano e la comunità locale dei Nama, in base a un contratto della durata di 30 anni. Esso prevede che la comunità nama possa continuare a far pascolare il proprio bestiame nelle terre del parco ed esercitare altri usi tradizionali quali la raccolta di legna da ardere. L'accordo prevede anche che i rappresentanti dei Nama facciano parte del comitato di gestione del parco.
La vicenda del parco è stata accompagnata da un rinnovato interesse verso la cultura tradizionale che ha portato gli abitanti del Namaqualand ad affermare la propria discendenza dai primi residenti dell'area: i Nama.
Dal 2003 il parco di Richtersveld assieme al parco della Namibia Ai–Ais Hot Springs Game Park fa parte dell'Parco transfrontaliero ǀAi-ǀAis/Richtersveld, un parco della pace transnazionale.

## Flora

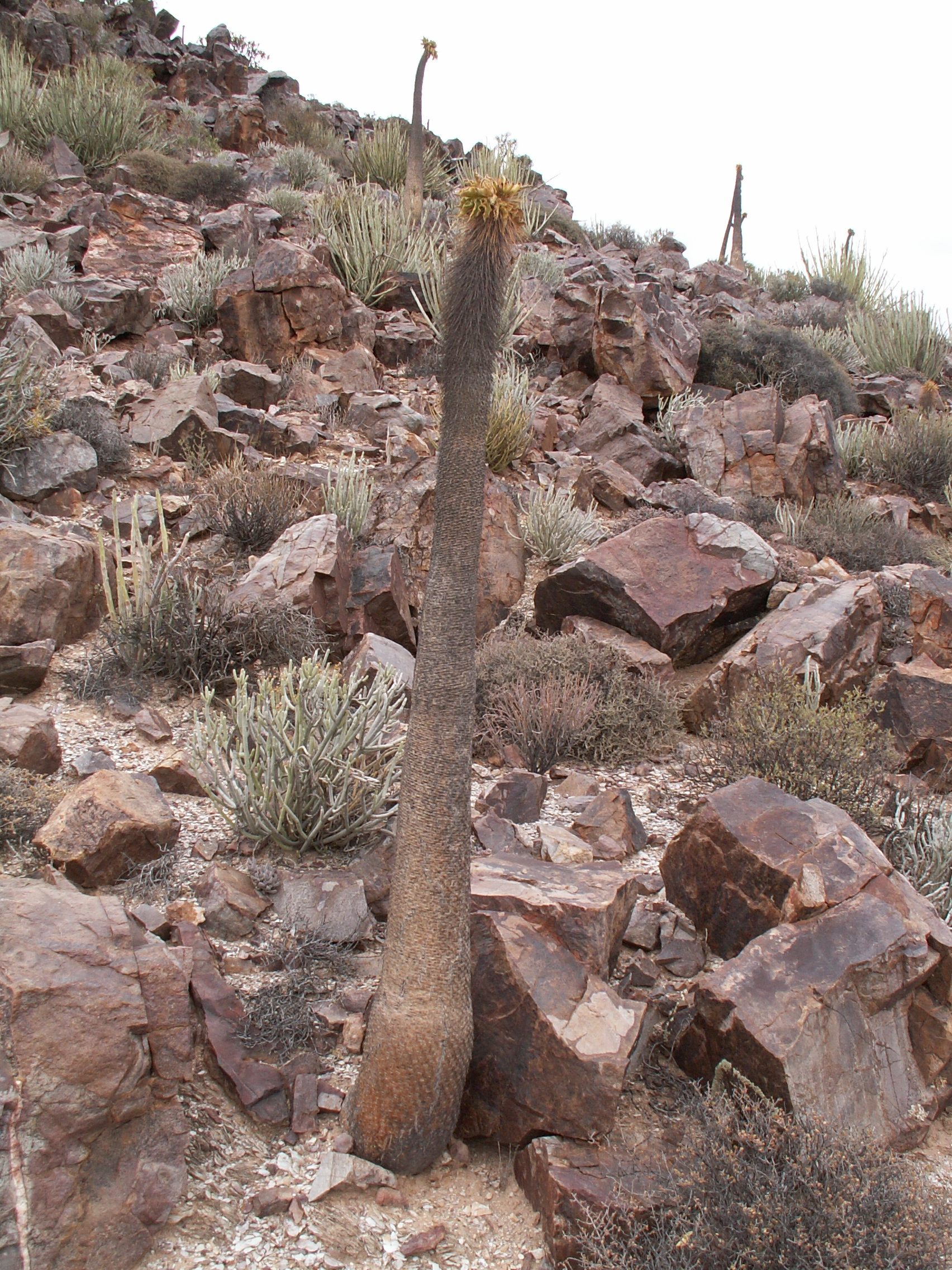
Pachypodium namaquanum

Il parco rappresenta un vero paradiso per i botanici per la sua eccezionale ricchezza di specie vegetali endemiche. 
Probabilmente, la pianta più conosciuta del Richtersveld è l'halfman (Pachypodium namaquanum) il cui nome sembra appartenere alla tradizione dei Nama che credevano che queste piante si trasformassero in uomini. Un'altra pianta molto caratteristica è il bastard quiver tree (Aloe pillansii).
Degne di nota sono pure le varie specie di succulente, come i “sassi viventi” (Lithops spp.), così chiamati perché spuntano tra le rocce e si mimetizzano con esse per non essere brucate dagli erbivori.
Molte di queste specie rischiano l'estinzione: il loro numero è stato ridotto dalle prolungate siccità, dall'eccessivo pascolo e dalla raccolta indiscriminata da parte di collezionisti e commercianti (si tratta infatti di piante che crescono molto lentamente).

## Fauna
Il parco ospita diverse specie di mammiferi tra cui il rhebok (Pelea capreolus), la silvicapra (Sylvicapra grimmia), il raficero campestre (Raphicerus campestris), il saltarupi (Oreotragus oreotragus), la zebra di montagna del Capo (Equus zebra), il babbuino nero (Papio ursinus), il cercopiteco verde (Chlorocebus pygerythrus), il caracal (Caracal caracal) e qualche raro esemplare di leopardo (Panthera pardus).
Molto ricca anche l'avifauna.

## Turismo
Gli spostamenti all'interno del parco sono difficoltosi, e si rende necessario l'uso di mezzi a trazione integrale. I turisti possono soggiornare in appartamenti presso i villaggi di Eksteenfontein e Lekkersing, sul confine del patrimonio, ed a Rooiberg al suo interno.